# بليسي براينت
بليسي براينت (بالإنجليزية: Blaise Bryant)‏ هو لاعب كرة قدم أمريكية أمريكي، ولد في 23 نوفمبر 1969.